# Sintomatologia
Il termine sintomatologia indica il corredo di sensazioni per lo più anormali o non usuali che sono provocate da una malattia o da un trauma o da un qualsiasi evento patologico.
Si classificano diversi tipi di sintomi:
- Atipici: non orientano per alcuna malattia in particolare (esempio: nausea, presente in una molteplicità di situazioni che vanno dalla gravidanza, al mal d'auto, alle infezioni, ecc.)
- Tipici: presenti prevalentemente in una determinata malattia ma possono presentarsi anche in altre (esempio: starnuti ripetuti, tipici delle allergie ma presenti anche nelle virosi e se si inalano sostanze chimiche irritanti come il pepe)
- Patognomonici: specifici e indicativi in modo preciso di una particolare malattia o stato patologico (esempio comparsa di gonfiore, rossore e vivo dolore ad un alluce, in particolare di notte, è patognomonico di attacco di gotta)